# Xot de les Mantanani
El xot de les Mantanani (Otus mantananensis) és una espècie d'ocell de la família dels estrígids (Strigidae). Habita la selva humida i altres formacions boscoses de les illes Mantanani (properes al nord de Borneo) i algunes illes de les Filipines, com ara les illes Calamian, Palawan, l'Arxipèlag de Sulu i altres. El seu estat de conservació es considera gairebé amenaçat.